# Cox-Klemin CK-1
Die Cox-Klemin CK-1 war das erste Flugboot der Cox-Klemin Aircraft Corporation von 1921.

## Geschichte
Schon vor Gründung der Cox-Klemin Aircraft Corporation hatten Bud Cox und Alexander Klemin die Idee für ein zweimotoriges Mehrzweckflugboot und entwickelten die Konstruktionspläne. 1921, nach Firmengründung, konnte sofort mit dem Bau der Cox-Klemin CK-1 begonnen werden. Im selben Jahr war der Prototyp fertig. Er hatte eine schwimmfähige Zelle und war ein Hochdecker. Die beiden Asso-Motoren des italienischen Herstellers Isotta Fraschini waren auf den Tragflächen angebracht. Sie leisteten jeweils 275 PS. Das Boot schwamm 1921 zum ersten Mal und konnte auch mit eigenem Antrieb gefahren werden. Bilder des Stapellaufs und der ersten Testfahrten sind erhalten geblieben. Ob das Flugboot tatsächlich abgehoben ist, ist nicht nachweisbar.

## Technische Daten
| Kenngröße                   | Daten der CK-1          |
| --------------------------- | ----------------------- |
| Besatzung                   | 2                       |
| Länge                       | 13,92 m                 |
| Spannweite                  | 17,93 m                 |
| Höchstgeschwindigkeit (VMO) | 162 (188) km/h          |
| Triebwerk                   | 2 Isotta-Fraschini Asso |